# Nova Peris

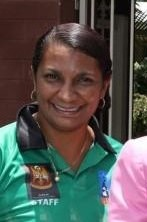
Nova Peris (2012)

Nova Peris (Nova Maree Peris, zeitweilig Peris-Kneebone; * 25. Februar 1971 in Darwin, Northern Territory) ist eine ehemalige australische Hockeyspielerin und Sprinterin. Als Politikerin wurde sie bei der Parlamentswahl 2013 die erste Ureinwohnerin, die in das australische Parlament gewählt wurde.

## Sportliche Laufbahn

### Hockey
Sie gehörte zur australischen Hockeynationalmannschaft, die bei der Champions Trophy 1993 in Amstelveen, bei der Feldhockey-Weltmeisterschaft 1994 in Dublin, bei der Champions Trophy 1995 in Mar del Plata und bei den Olympischen Spielen 1996 in Atlanta siegte; sie war damit die erste Aborigine, die Olympiasiegerin wurde.

### Leichtathletik
Nach ihrem Wechsel zur Leichtathletik siegte sie bei den Commonwealth Games 1998 in Kuala Lumpur über 200 m sowie in der 4-mal-100-Meter-Staffel und wurde Sechste über 100 m. Bei den Leichtathletik-Weltmeisterschaften 1999 erreichte sie über 100 m das Viertel- und über 200 m das Halbfinale. 
Beim Fackellauf der Olympischen Spiele 2000 in Sydney nahm sie das olympische Feuer nach seiner Ankunft in Australien entgegen. Bei den olympischen Leichtathletikbewerben gelangte sie über 400 m ins Halbfinale; in der 4-mal-400-Meter-Staffel kam sie mit dem australischen Team auf den fünften Platz.
Ihre Bestzeiten sind:
- 100 m: 11,23 s, 26. August 1998, Darwin
- 200 m: 22,74 s, 25. August 1999, Sevilla
- 400 m: 51,28 s, 23. September 2000, Sydney

## Einstieg in die Politik
Im Januar 2013 gab die damalige Premierministerin Julia Gillard bekannt, dass Peris auf ihre Einladung hin in die Labor Party (ALP) eintreten und bei den kommenden Wahlen im Northern Territory für den australischen Senat kandidieren werde. Der ALP-Vorstand stimmte daraufhin mit 19:2 dafür, Peris an die Spitze der Labor-Wahlliste im Northern Territory zu setzen. Die Entscheidung, mit der Gillard die üblichen Auswahlverfahren in ihrer Partei umging, wurde heftig diskutiert. Kritiker bemängelten, dass eine politisch unerfahrene Prominente die altgediente Senatorin Trish Crossin ersetzen sollte; Befürworter verwiesen darauf, dass sich Peris seit langem für die Bildung und die Gesundheit der Ureinwohner engagiert habe und dass beim ALP-internen Procedere bislang alle eingeborenen Kandidaten übergangen wurden.
Bei der Wahl im September bekam die ALP 32,7 % der Stimmen im Northern Territory und stellte weiterhin einen der beiden Senatoren für dieses Gebiet. In ihrer Antrittsrede im Senat ging Peris auf das Schicksal der Gestohlenen Generationen ein, denen ihre Großeltern und ihre Mutter angehörten.
Bei der Parlamentswahl 2016 trat sie nicht wieder an.

## Privatleben
1995 heiratete sie den Australian-Rules-Footballer Sean Kneebone, den Vater ihrer 1990 geborenen Tochter. 2000 trennte sich das Paar, 2001 wurde die Ehe geschieden. 2002 heiratete sie den Sprinter Daniel Batman, den sie bei den Spielen in Sydney kennengelernt hatte. Aus der 2011 geschiedenen Ehe gingen zwei Kinder hervor; 2012 starb Batman bei einem Autounfall.
2003 veröffentlichte sie ihre Autobiografie Nova: My Story. 2005 verkaufte sie ihre gesammelten Andenken aus ihrer sportlichen Karriere an das National Museum of Australia. Im August 2012 heiratete sie Scott Appleton, der die von ihr gegründete Nova Peris Girls Academy am St John’s Catholic College Darwin leitet.

## Ehrungen
- 1997: Young Australian of the Year
- 1998: Medaille des Order of Australia
- 2023: Aufnahme in die Sport Australia Hall of Fame

## Veröffentlichungen
- mit Ian Heads: Nova: My story. The autobiography of Nova Peris. ABC Books, 2003, ISBN 0733311660